# Gul grusmossa
Gul grusmossa (Trichodon cylindricus) är en bladmossart som beskrevs av W. P. Schimper 1856. I den svenska databasen Dyntaxa används istället namnet Ditrichum cylindricum. Enligt Catalogue of Life ingår Gul grusmossa i släktet Trichodon och familjen Ditrichaceae, men enligt Dyntaxa är tillhörigheten istället släktet grusmossor och familjen Ditrichaceae. Arten är reproducerande i Sverige. Inga underarter finns listade i Catalogue of Life.